# Władysław Taczanowski (Zoologe)

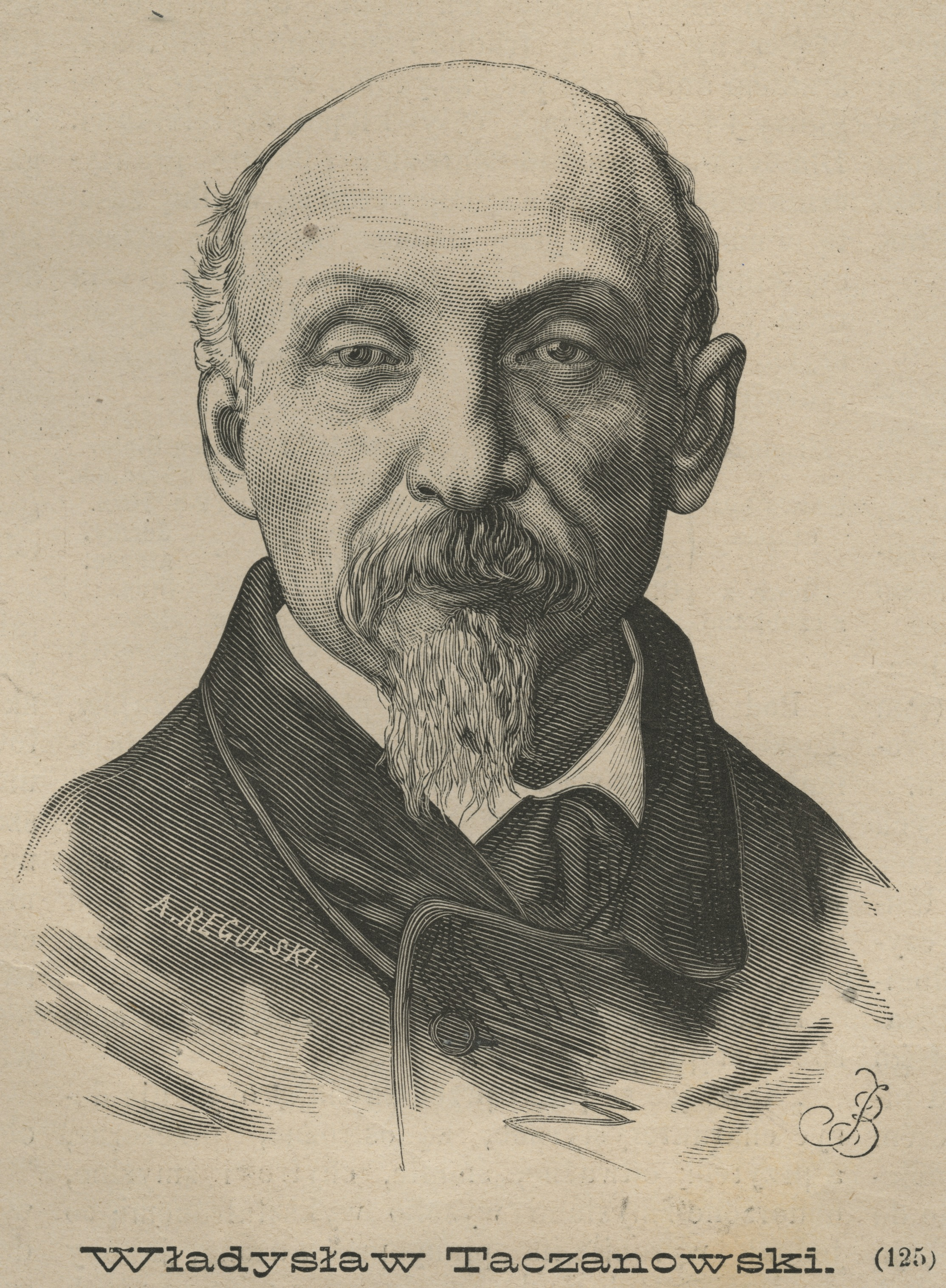
Władysław (Ladislaus) Taczanowski

Władysław Taczanowski (deutsch: Ladislaus Taczanowski, französisch: Ladislas Taczanowski) (* 1. März 1819 in Jabłonna bei Lublin; † 17. Januar 1890 in Warschau) war ein polnischer Zoologe.

## Leben und Wirken
In seiner Jugendzeit besuchte Taczanowski das Gymnasium in Lubin, welches er im Jahr 1838 abschloss. Durch die schwierigen politischen Zeiten war ihm der Zugang zu einer Universität versperrt und so musste er sich sein naturwissenschaftliches Wissen durch Eigeninitiative aneignen. Auf dem Anwesen seines Vaters Kazimierz Taczanowski (1789–1839) lernte er das Jagen. Nach dessen Tod bewirtschaftete er zwischen 1839 und 1859 das väterliche Gut, ehe er dieses schließlich verkaufte. 1859 stellte ihn der Regierende von Radom im öffentlichen Dienst an, mit dem Ziel für den Landkreis Lubin und Random eine Tiersammlung anzulegen. Andere Landkreise sollten folgen, doch wurde diese Idee wieder verworfen. In dieser Zeit wanderte er kreuz und quer durch das Gebiet des damaligen Kongresspolen, um die inländische Avifauna zu studieren. Für die Vervollständigung seiner Sammlung brachte er sein ganzes Vermögen auf. Nachdem er seine Sammlung aufgestellt und geordnet hatte, vermachte er sie dem naturhistorischen Museum der Königlichen Warschauer Universität. Im Jahr 1855 wurde er Kurator des Museums, eine Position, die er bis zu seinem Tode ausführte.
Im Jahr 1857 wurde er von Józef Mianowski nach Paris geschickt, um die dortigen Sammlungen zu studieren. Hier lernte er das Handwerk der Tierpräparation und so hatte er bald eine bedeutende ornithologische und zoologische Sammlung zusammengetragen. Als 1862 nach dem Tode von Konstantin Tyzenhauz 170 seiner Tafeln mit polnischen Vogeleiern publiziert wurden, war es Taczanowski, der den Text zu den Tafeln lieferte.
Zwischen 1866 und 1867 reiste er mit den Grafen Konstanty (1824–1884) und Aleksander Branicki (1821–1877) nach Algerien, von wo er eine reichhaltige Sammlung naturhistorischer Exponate zurück ans Museum brachte. Sehr bald nach seiner Rückkehr erhielt er eine weitere Sammlung, die ihm seine Jugendfreunde Benedykt Dybowski und Wiktor Witold Godlewski (1831–1900) aus Sibirien mitgebracht hatten, eine Gegend, in der diese als politisch Verurteilte deportiert wurden. Finanziert durch den Grafen Konstanty Branicki sammelten Konstanty Roman Jelski (1837–1896) und Jan Sztolcman (1854–1928) in Cayenne, Ecuador und Peru und versorgten Taczanowski mit neuem Material, das er wissenschaftlich bearbeitete. Jelski hatte sich bereits 1866 in Cayenne niedergelassen und zog 1871 auf Betreiben Branickis nach Peru. Sztolcman folgte ihm erst 1875 und blieb in Peru bis ins Jahr 1882. Wegen des Salpeterkriegs mit Chile verließ er das Land und reiste deshalb von 1883 bis 1885 durch Ecuador. Weitere Zuwendungen für das Museum und deren Bibliothek kamen von Gönnern wie Jerzy Wandalin Mniszech (1824–1881) und Władysław Jan Emanuel Lubomirski (1824–1881).
Die Sammlungen ermöglichten Taczanowski wissenschaftlich zu arbeiten und so schrieb er bedeutende Werke über die ornithologische Fauna Polens, Sibiriens und Perus. Sein bevorzugtes Forschungsgebiet war sicherlich die Ornithologie, doch publizierte er auch andere bedeutende Werke z. B. über Spinnentiere. Seine Veröffentlichungen erschienen in polnischer, russischer, französischer und deutscher Sprache. Die deutschen Beiträge erschienen überwiegend im Journal für Ornithologie. In Russisch erschien 1876 "Eine kritische Überprüfung der ornithologischen Fauna Ostsibiriens (Критический обзор орнитологической фауны Восточной Сибири)", die auch etwas überarbeitet in Bulletin de la Société zoologique de France in mehreren französischsprachigen Artikeln erschien. Mit Ptaki krajowe publizierte er in seiner Muttersprache ein zweibändiges Werk über die Vögel seiner Heimat. Sein sicherlich bedeutendstes Schaffenswerk war sein vierbändiges Werk Ornithologie du Pérou, welches zwischen 1884 und 1886 erschien. Im Jahr 1889 verlieh ihm die Universität Krakau den Ehrendoktor für seine Verdienste rund um die Naturwissenschaft.

## Mitgliedschaften

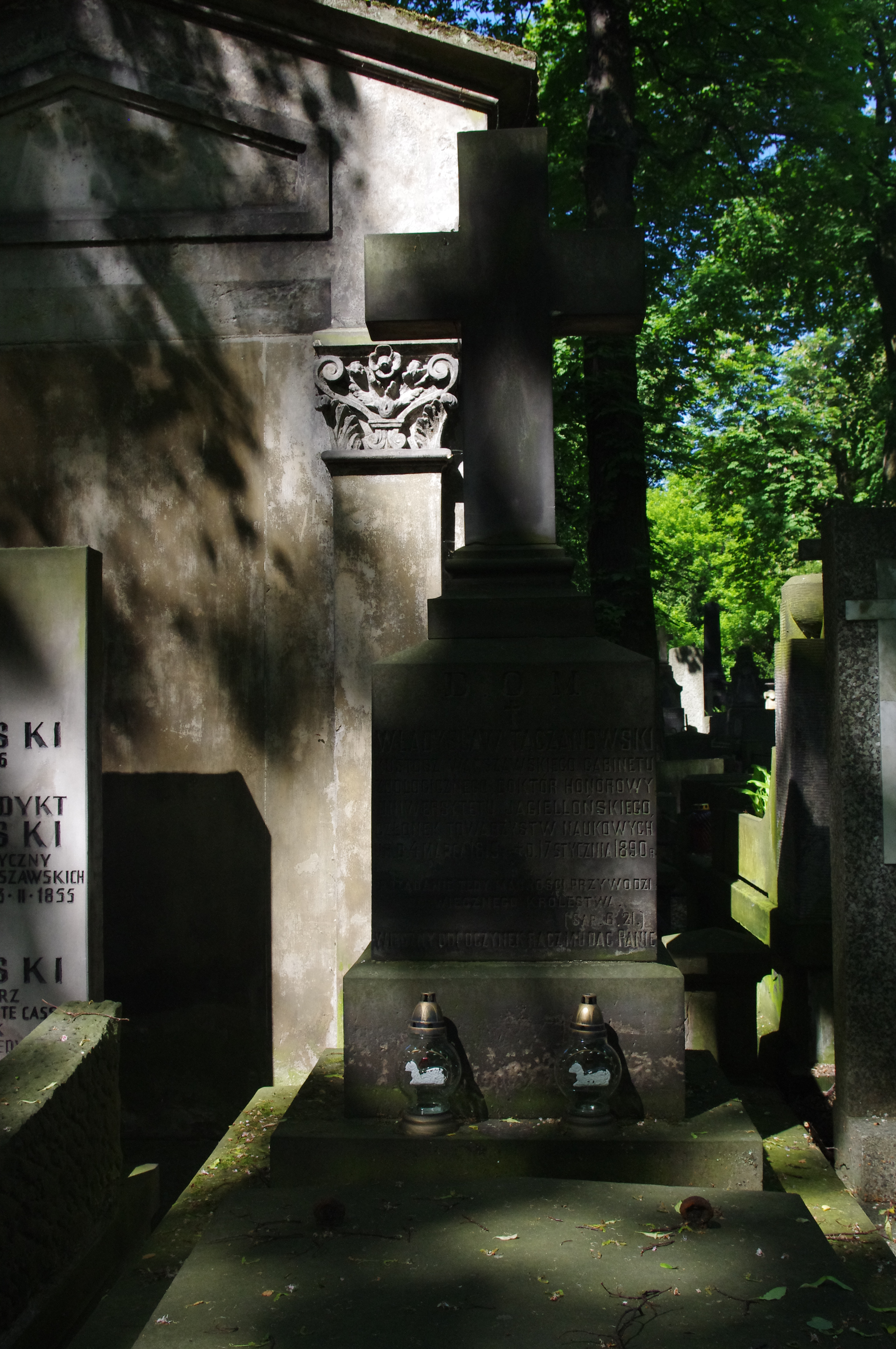
Taczanowskis Grab in Warschau

Taczanowski war Mitglied der Sankt Petersburger Gesellschaft der Naturforscher, der Deutschen Ornithologen-Gesellschaft, der Société zoologique de France, der Zoologisch-Botanische Gesellschaft in Wien, der Zoological Society of London und der American Ornithologists’ Union.

## Dedikationsnamen
Eugen von Keyserling (1832–1889) widmete ihm 1879 die Spinnengattung Taczanowskia, die er für die Art Taczanowskia striata einführte. Mit Mughiphantes taczanowskii hatte Octavius Pickard-Cambridge 1873 eine weitere Spinnenart nach ihm benannt. Oldfield Thomas widmete ihm 1882 eine zu den Paramo-Mäusen gehörende Art unter dem Namen Thomasomys taczanowskii. Jan Sztolcman (1854–1928) widmete ihm 1926 ebenfalls den Gattungsnamen Taczanowskia, den er für den Rußkleintyrann (Serpophaga nigricans) Vieillot, 1817) einführte. Dieser Name muss aber heute nach den Internationalen Regeln für die Zoologische Nomenklatur als Synonym für Serpophaga Gould, 1839 betrachtet werden. Bereits 1885 hatte er das Bergpaka (Cuniculus taczanowskii) beschrieben. Robert Swinhoe (1836–1877) ehrte ihn 1871 im Namen des Taczanowskibuschsängers (Locustella tacsanowskia). Hans Hermann Carl Ludwig von Berlepsch und Sztolcman nannten 1892 die Nördliche Felsuferwipper (Cinclodes taczanowskii) und 1894 den Punataucher (Podiceps taczanowskii), sowie im gleichen Jahr eine Unterart des Weißstrichelcanastero (Asthenes flammulata taczanowskii). 1879 nannte Philip Lutley Sclater den Taczanowskikolibri (Leucippus taczanowskii) und 1886 eine Unterart des Purpurkehlorganist (Euphonia chlorotica taczanowskii) zu seinen Ehren. 1875 hatte er bereits zusammen mit Osbert Salvin das Taczanowskisteißhuhn (Nothoprocta taczanowskii) erstbeschrieben. Die Illustration hierzu lieferte Joseph Smit (1836–1929). Carl Eduard Hellmayr nannte 1917 den Graugesicht-Laubtyrann (Leptopogon taczanowskii), da Taczanowski diesen zuvor unter dem Namen Leptopogon rufipectus publizierte und dieser bereits durch den Rostbrust-Laubtyrann ((Leptopogon rufipectus (Lafresnaye), 1846) vergeben war. Nikolai Michailowitsch Prschewalski nannte 1876 den Weißbürzel-Erdsperling (Onychostruthus taczanowskii). Richard Bowdler Sharpe machte ihm 1888 bei der Taczanowskigilbammer (Sicalis taczanowskii) seine Aufwartung. Leonhard Hess Stejneger nannte 1888 eine Unterart des Auerhuhns (Tetrao urogallus taczanowskii), Robert Ridgway 1901 eine Unterart des Gelbschwanztrupial (Icterus mesomelas taczanowskii), Janusz Witold Domaniewski 1925 eine Unterart des Lafresnayezwergspechts (Picumnus lafresnayi taczanowskii) und Boris Karlowitsch Schtegman 1925 eine Unterart der Uferschwalbe (Riparia riparia taczanowskii). Thalurania furcata taczanowskii Dunajewski, 1938 gilt heute als Synonym für eine Unterart der Schwalbennymphe (Thalurania furcata jelskii Taczanowski, 1874), Micropalma Tacksanowskia Verreaux, 1860, als ein Synonym für den Steppenschlammläufer (Limnodromus semipalmatus) (Blyth, 1848), Columba taczanowskii Stejneger, als Synonym für die Klippentaube (Columba rupestris Pallas, 1811) und Garrulus glandarius taczanowskii Lönnberg, 1908 als Synonym für eine Unterart des Eichelhähers (Garrulus glandarius brandtii Eversmann, 1842). Benedykt Dybowski beschrieb 1869 eine Fischart, die zu den Gründlingsverwandten gehört, unter dem Namen Ladislavia taczanowskii. Hier sind sowohl der neue Gattungsname, als auch Artname Taczanowski gewidmet. Im Englischen heißt der Fisch Taczanowski’s Gudgeon. Mit der Krebsart Hyalellopsis taczanowskii folgte 1874 eine weitere Ehrerbietung von Dybowski. Die Schlangenart Tropidophis taczanowskyi beschrieb Franz Steindachner 1880. Schließlich nannte Jan Wańkowicz 1879 eine Keulhornblattwespenart  Praia taczanowskii.

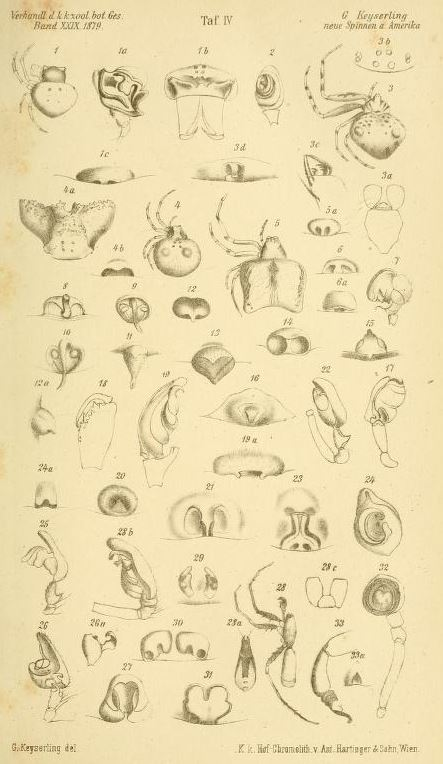
Taczanowskia striata Figur 3
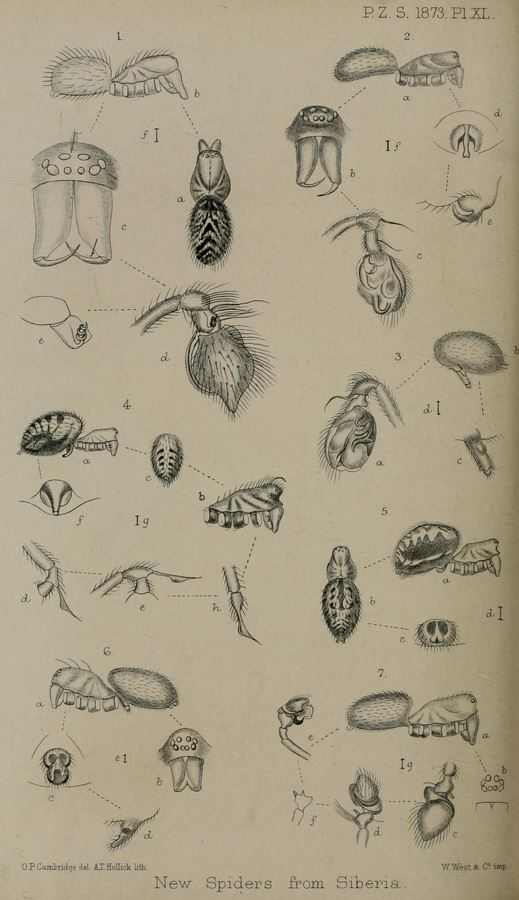
Mughiphantes taczanowskii Figur 1
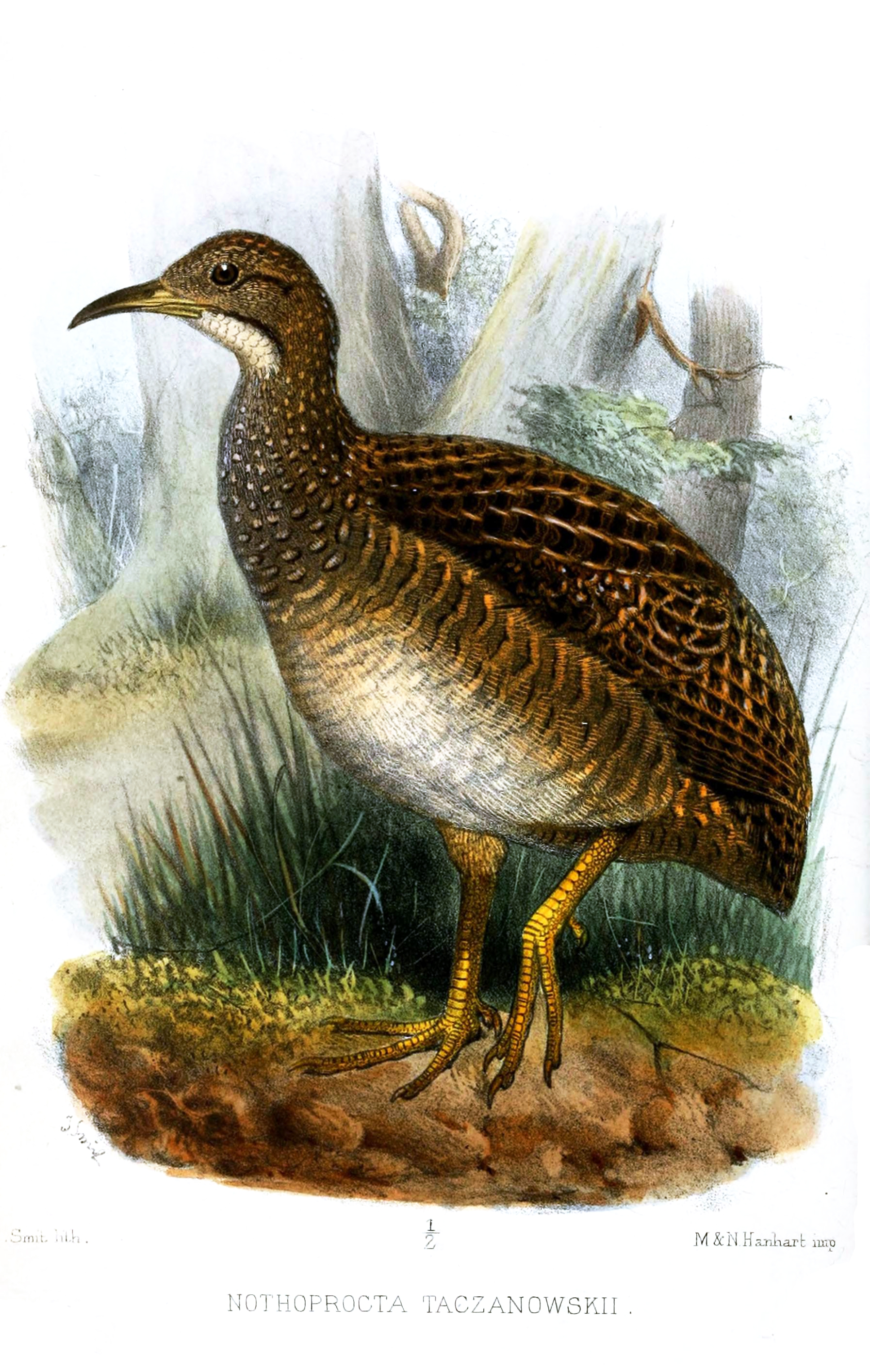
Taczanowskisteißhuhn (Nothoprocta taczanowskii) illustriert von Joseph Smit
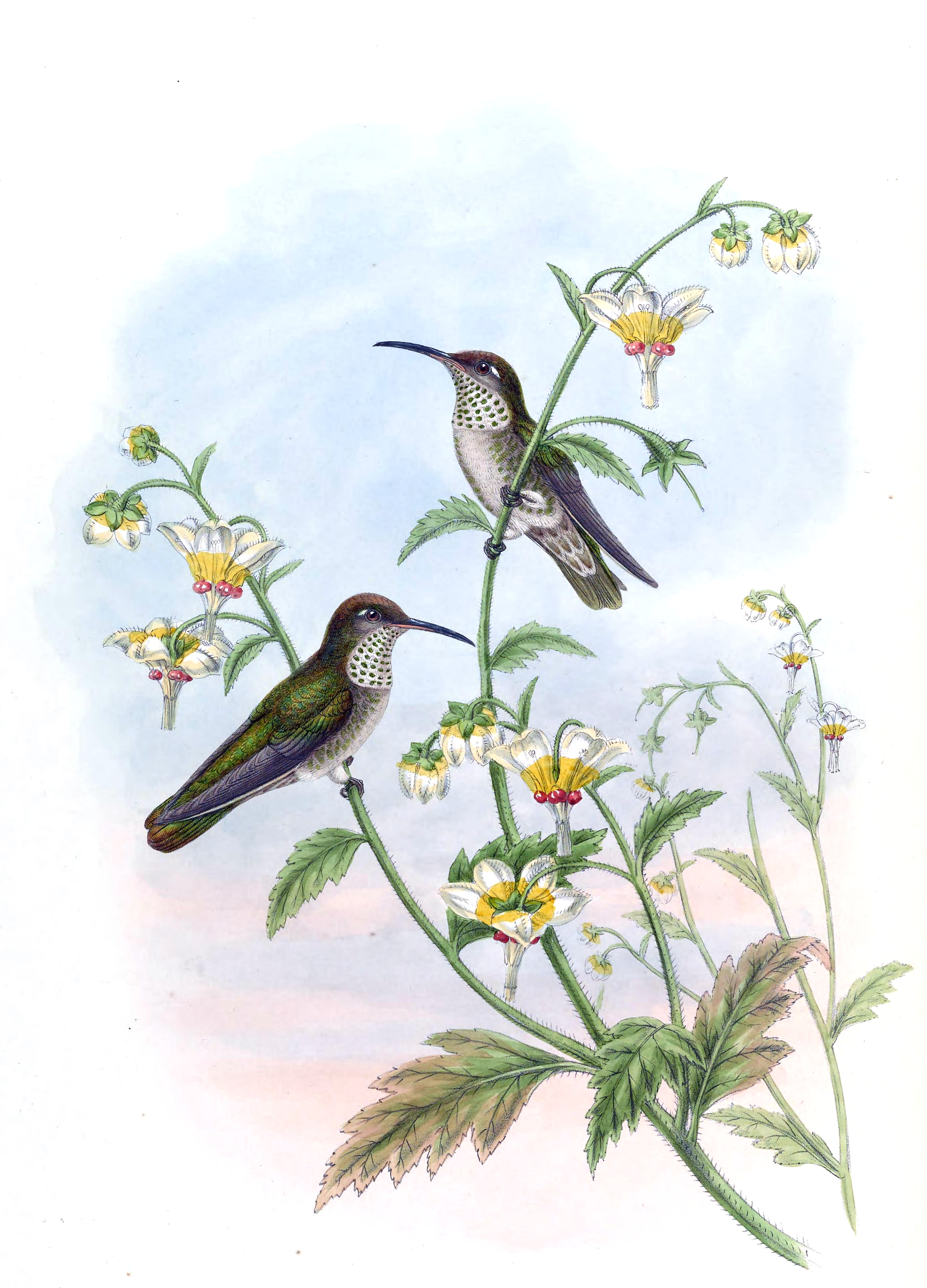
Taczanowskikolibri (Leucippus taczanowskii)
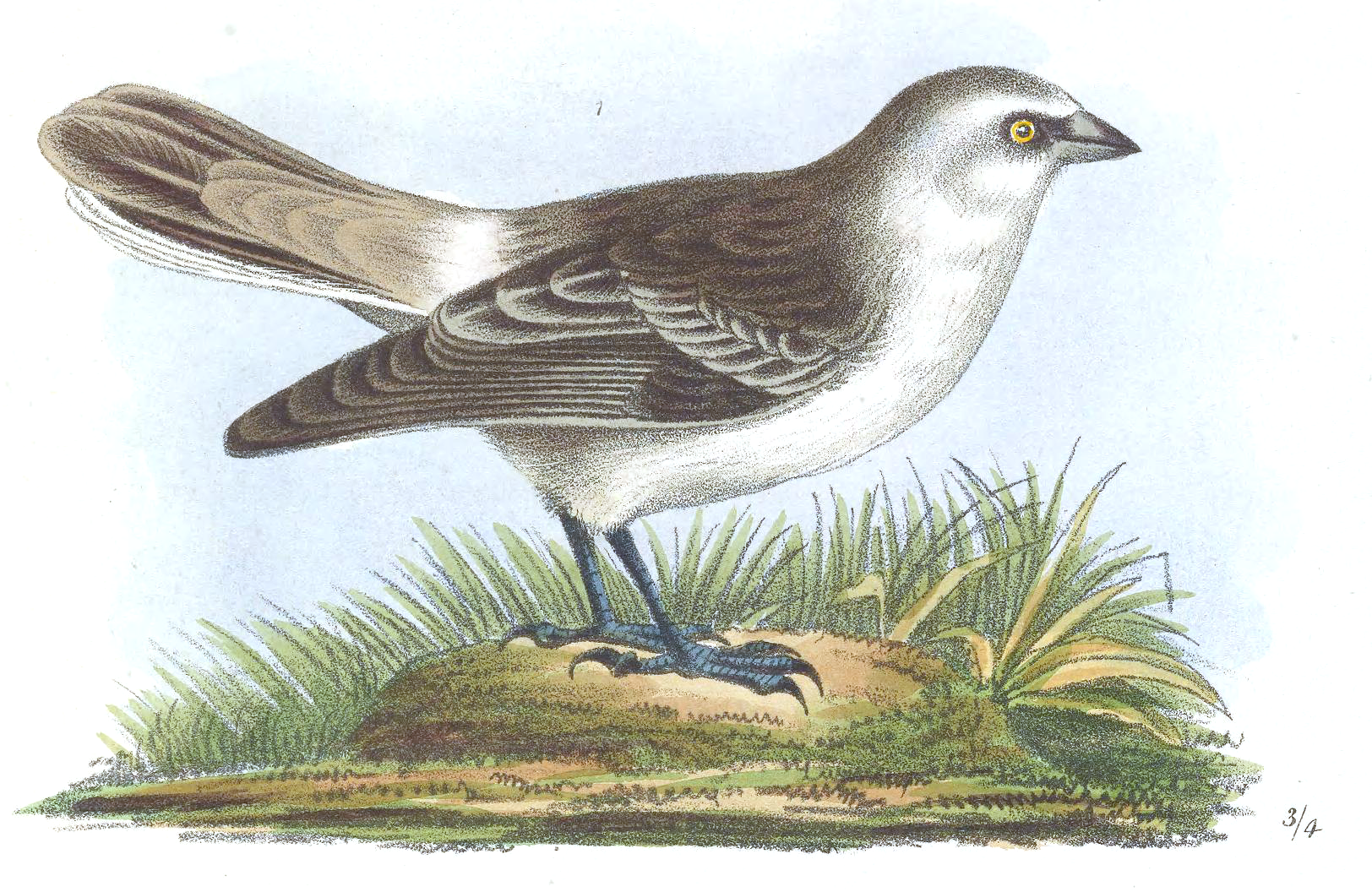
Weißbürzel-Erdsperling (Onychostruthus taczanowskii)
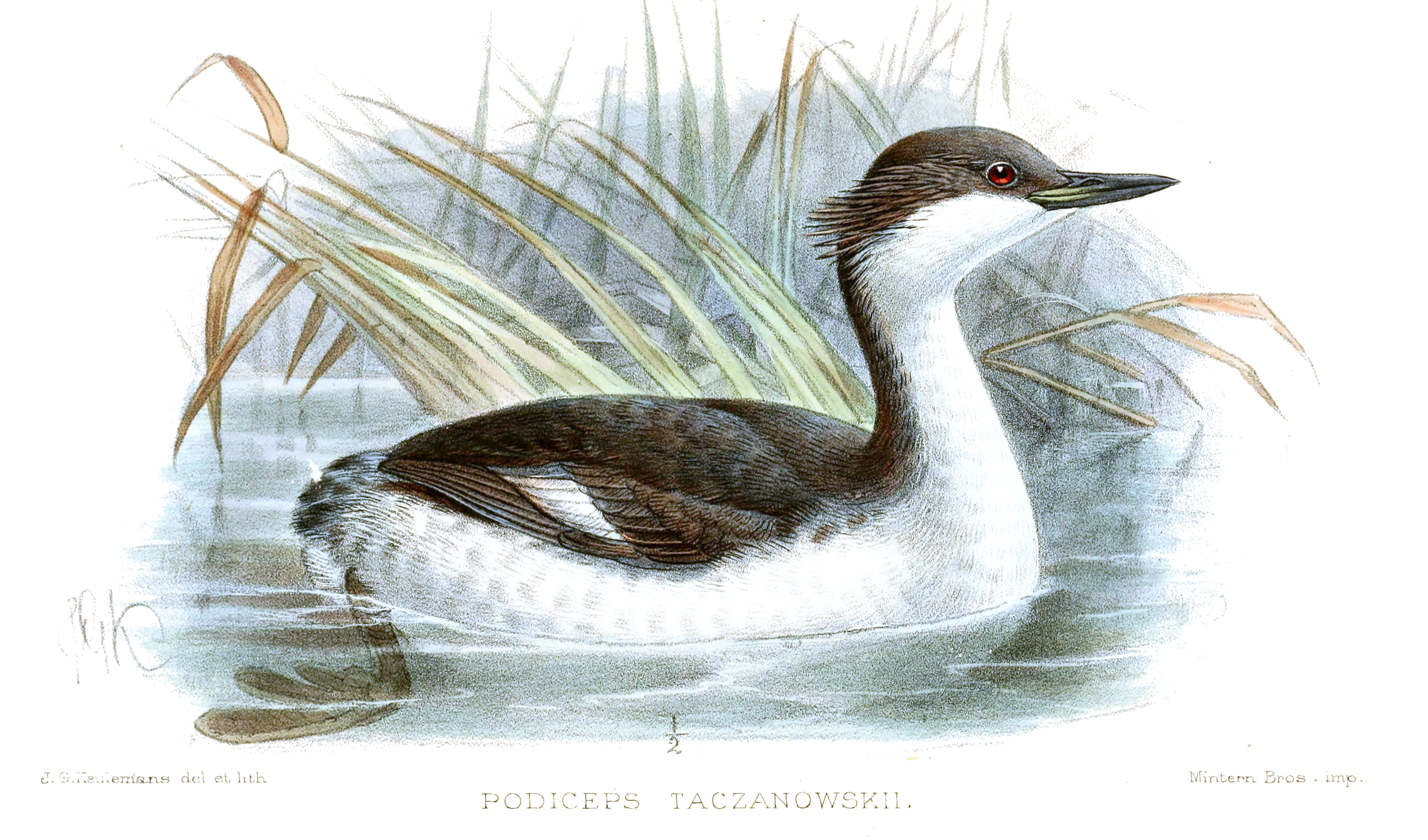
Punataucher (Podiceps taczanowskii)
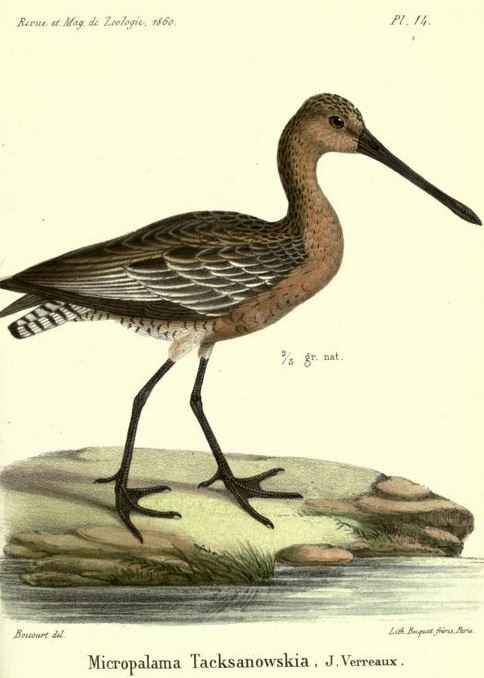
Micropalma tacksanowskia
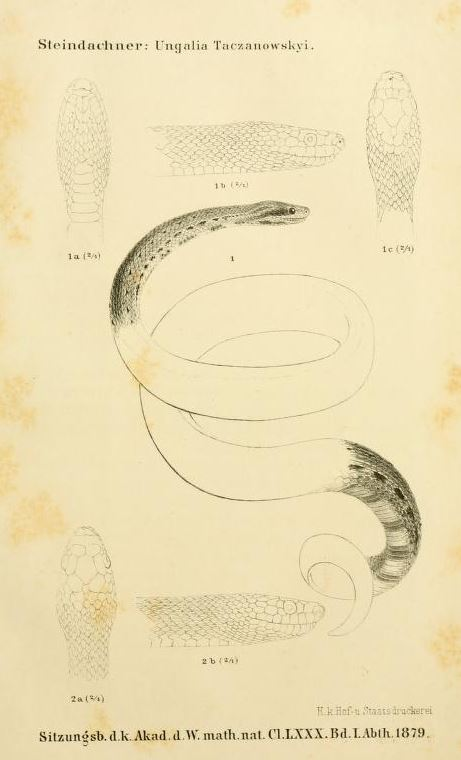
Tropidophis taczanowskyi
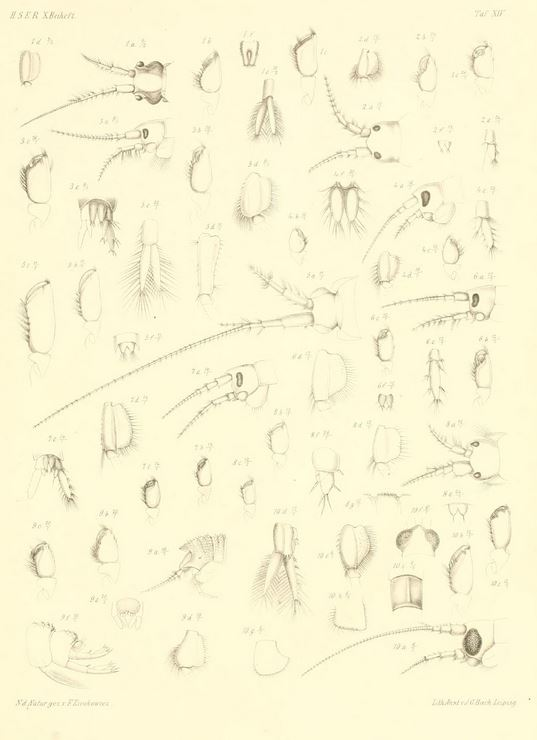
Hyalellopsis taczanowskii Figur 3

## Werke (Auswahl)
- O ptakach drapieżnych w Królestwie Polskiém, pod wzgledem wpływu, jaki wywierają na gospodarstwo ogólne. Drukarnia Gazety Codzinnéj, Warschau 1860 (reader.digitale-sammlungen.de).
- mit Konstantin Tyzenhauz: Oologia Ptakow Polskich, wystawiona na 170 tablicach: do których opisy uiozl. W. Drukarni Gazety Polskiéj, Warschau 1862 (rcin.org.pl [PDF; 55,0 MB]).
- Les Aranéides de la Guyane française. In: Horae Societatis Entomologicae Rossicae. Band 8, 1871, S. 32–132 (biodiversitylibrary.org).
- Les Araneides de la Guyane française. Buchdruckerei W. Besobrasoff & Comp., St. Petersburg 1872 (reader.digitale-sammlungen.de).
- Les Araneides de la Guyane française. In: Horae Societatis Entomologicae Rossicae. Band 9, 1873, S. 64–150 (digitale-sammlungen.de).
- Les Araneides de la Guyane française. In: Horae Societatis Entomologicae Rossicae. Band 10, 1873, S. 56–115 (biodiversitylibrary.org).
- Description des oiseaux nouveaux de Pérou central. In: Proceedings of the Scientific Meetings of the Zoological Society of London for the Year 1874. 1874, S. 129–140 (biodiversitylibrary.org).
- Liste des Oiseaux recueillis par M. Constantin Jelskidans la partie centrale du Pérou occidental. In: Proceedings of the Scientific Meetings of the Zoological Society of London for the Year 1874. Nr. 1, 1874, S. 501–565 (biodiversitylibrary.org).
- Verzeichniss der Vögel, welche durch die Herren Dybowski und Godlewski an der Ussurimündung gesammelt wurden. In: Journal für Ornithologie. Band 23, Nr. 4, 1875, S. 241–257 (biodiversitylibrary.org).
- Description d'une nouvelle espèces de Coq de bruyère. In: Proceedings of the Scientific Meetings of the Zoological Society of London for the Year 1875. Nr. 7, 1875, S. 266–269 (biodiversitylibrary.org).
- Verzeichniss der Vögel, welche durch die Herren Dr. Dybowski und Godlewski im südlichen Ussuri-Lande, und namentlich an den Küsten des Japanischen Meeres unter 43˚ n. Br. gesammelt und beobachtet worden sind. In: Journal für Ornithologie (= 4). Band 24, 1876, S. 189–203 (biodiversitylibrary.org).
- Revue critique de la faune ornithologique de la Siberie Orientale. In: Bulletin de la Société zoologique de France. Band 1, 1876, S. 113–151 (biodiversitylibrary.org).
- Revue critique de la faune ornithologique de la Siberie Orientale. In: Bulletin de la Société zoologique de France. Band 1, 1876, S. 157–183 (biodiversitylibrary.org).
- Revue critique de la faune ornithologique de la Siberie Orientale. In: Bulletin de la Société zoologique de France. Band 1, 1876, S. 237–264 (biodiversitylibrary.org).
- Критический обзор орнитологической фауны Восточной Сибири. In: Труды 5-го съезда русск. естеств. и врачей в Варшаве. 1876.
- Revue critique de la faune ornithologique de la Siberie Orientale. In: Bulletin de la Société zoologique de France. Band 2, 1877, S. 40–55 (biodiversitylibrary.org).
- Liste des Vertébrés de Pologne. In: Bulletin de la Société zoologique de France. Band 2, 1877, S. 121–174 (biodiversitylibrary.org).
- Les Aranéides du Perou. Famille des Attides. In: Bulletin de la Société impériale des naturalistes de Moscou. Band 53, Nr. 4, 1878, S. 278–374 (biodiversitylibrary.org).
- Les aranéides du Pérou central. In: Horae Societatis Entomologicae Rossicae. Band 14, 1878, S. 140–175 (biodiversitylibrary.org).
- Les aranéides du Pérou central. In: Horae Societatis Entomologicae Rossicae. Band 15, 1879, S. 102–136 (biodiversitylibrary.org).
- Liste des Oiseaux recueillis au Nord da Perou par MM. Stolzmann et Jelski en 1878. In: Proceedings of the Scientific Meetings of the Zoological Society of London for the Year 1879. Nr. 1, 1879, S. 220–245 (biodiversitylibrary.org).
- Liste des Oiseaux recueillis au Nord du Perou par M. Stolzmann pendant les derniers mois de 1878 et dans la premiere moitie de 1879. In: Proceedings of the Scientific Meetings of the Zoological Society of London for the Year 1880. Nr. 1, 1880, S. 189–215 (biodiversitylibrary.org).
- Description d'une nouvelle Belette du Pérou septentrional. In: Proceedings of the Scientific Meetings of the Zoological Society of London for the Year 1881. 1881, S. 647–649 (biodiversitylibrary.org).
- mit Jan Sztolcman: Notice sur la Loddigesia mirabilis (Bourc.). In: Proceedings of the Scientific Meetings of the Zoological Society of London for the Year 1881. 1881, S. 827–834 (biodiversitylibrary.org).
- Description d'une nouvelle espèce du genre Mustela du Pérou nord-oriental. In: Proceedings of the Scientific Meetings of the Zoological Society of London for the Year 1881. 1881, S. 835–836 (biodiversitylibrary.org).
- Ptaki krajowe. Band 1. Drukarni Czasu Fr. Kloczyckiego I. SP., Krakau 1882 (wbc.poznan.pl).
- Ptaki krajowe. Band 2. Drukarni Czasu Fr. Kloczyckiego I. SP., Krakau 1882 (wbc.poznan.pl).
- Liste des Oiseaux recueillis au Nord da Perou par MM. Stolzmann au Pérou nord-oriental. In: Proceedings of the Scientific Meetings of the Zoological Society of London for the Year 1882. Nr. 1, 1882, S. 2–49 (biodiversitylibrary.org).
- Description des espèces nouvelles de la collection péruvienne de M. le Dr. Raimondi de Lima. In: Proceedings of the Zoological Society of London. Nr. 1, 1883, S. 70–72 (biodiversitylibrary.org).
- mit Hans Hermann Carl Ludwig von Berlepsch: Liste des Oiseaux recueillis par MM. Stolzmann et Siemiradzki dans L'Ecuadeur occidentale. In: Proceedings of Scientific Meeting of the Zoological Society of London for the Year 1883. 1883, S. 536–577 (biodiversitylibrary.org).
- Ornithologie du Pérou. Band 1. Typographie Oberthur, Rennes 1884 (biodiversitylibrary.org).
- Ornithologie du Pérou. Band 2. Typographie Oberthur, Rennes 1884 (biodiversitylibrary.org).
- mit Hans Hermann Carl Ludwig von Berlepsch: Deuxième liste des Oiseaux recueillis dans l'Ecuadeur occidental par MM. Stolzmann et Siemiradski. In: Proceedings of Scientific Meeting of the Zoological Society of London for the Year 1883. 1884, S. 281–313 (biodiversitylibrary.org).
- Liste des Oiseaux recus récemment du Sud-Ouest du pays Oussourien. In: Bulletin de la Société zoologique de France. Band 10, 1885, S. 463–478 (biodiversitylibrary.org).
- Ornithologie du Pérou. Band 3. Typographie Oberthur, Rennes 1886 (biodiversitylibrary.org).
- Ornithologie du Pérou. Tables. Typographie Oberthur, Rennes 1886 (biodiversitylibrary.org).
- Kollekc i Zoologičeskago kabineta Imperatorskago Varšavskago universiteta.I. Spisok” tipičnyh” ekzemplârov” ptic”, po kotorym” byli ustanovleny novye vidy. In: Varšavskiâ Universitetskiâ Izvestiâ. Band 4, 1889, S. 1–40.
- Faune ornithologique de la Sibérie Orientale. In: Mémoires de l'Académie impériale des sciences de Saint-Pétersbourg (= 7). Band 39, Nr. 1, 1891, S. 1–684 (biodiversitylibrary.org).
- Faune ornithologique de la Sibérie Orientale. In: Mémoires de l'Académie impériale des sciences de Saint-Pétersbourg (= 7). Band 39, Nr. 2, 1893, S. 685–1278 (biodiversitylibrary.org).